# Teorema da extensão de Szpilrajn
Na matemática, O Teorema da Extensão de Szpilrajn, assim denominado em homenagem a Edward Szpilrajn (1930) (mais tarde chamado Edward Marczewski), é um dos muitos exemplos do uso do axioma da escolha (na forma do Lema de Zorn) para encontrar um conjunto maximal com certas propriedades.
O teorema afirma que, dada uma relação binária R que é irreflexiva e transitiva sempre é possível encontrar uma extensão da relação (ou seja, uma relação T que inclui estritamente R), que é assimétrica, negativamente transitiva e conexa.
Antes de tudo, precisamos de algumas definições de modo que fique claro qual é a terminologia que usaremos quando estivermos falando sobre as relações com propriedades particulares.

## Definição (transitividade negativa)
Dada uma relação binária {\displaystyle R\subseteq X\times X} em um conjunto genérico {\displaystyle X}, nós dizemos que {\displaystyle R} é negativamente transitiva se
{\displaystyle \forall \ x,y,z\in X\ \ \neg (xRz)\land \neg (zRy)\Rightarrow \neg (xRy),}
onde por {\displaystyle \neg (xRy)} nós queremos dizer {\displaystyle (x,y)\not \in R.}
Note que a transitividade negativa também pode ser reescrita como :{\displaystyle \forall \ x,y,z\in X\ \ (xRy)\Rightarrow (xRz)\lor (zRy)}, simplesmente utilizando do fato de {\displaystyle A\Rightarrow B} também pode ser escrita como {\displaystyle \neg A\lor B}

## Definição (conexão)
Dada uma relação binária {\displaystyle R\subseteq X\times X} em um conjunto genérico {\displaystyle X}, dizemos que R é (fracamente) conexa  se :{\displaystyle \forall x,y\in X:x\not =y} então ou {\displaystyle xRy} ou {\displaystyle yRx}.
Digamos que R é estritamente conexa ou completa se {\displaystyle \forall x,y\in X,xRy\lor yRx}.

## Propriedades
Estas propriedades sobre as relações binárias podem ser facilmente verificadas pela definição:
R é irreflexiva e transitiva {\displaystyle \Rightarrow } R é assimétrica.
R é assimétrica, transitiva e conexa {\displaystyle \Rightarrow } R é negativamente transitiva.
Para enunciar precisamente o teorema, precisamos ainda de um par de definições e um lema simples útil.

## Definição (orem estrita)
Uma relação binária R é dita ser uma ordem estrita parcial se for irreflexiva e transitiva, e que é uma ordem estrita, se for assimétrica, negativamente transitiva e completa.

## Lema
Seja R uma ordem parcial estrita em X. Então existe uma outra relação binária T em X que ainda é uma ordem parcial estrita e estende R, portanto:
{\displaystyle \exists T\subseteq X\times X} de tal modo que {\displaystyle R\subset T} e T é uma outra ordem parcial estrita em X.
Esse lema é facilmente provado quando se toma {\displaystyle x\not =y\in X} de tal modo que {\displaystyle \neg (xRy)\land \neg (yRx)} que existe uma vez que a relação não é conexa.
Abreviando:
{\displaystyle Rx=\{z\in X|zRx\}}
{\displaystyle yR=\{z\in X|yRz\}}
podemos definir outra relação:
{\displaystyle S=\{x\}\cup Rx\times \{y\}\cup yR\subseteq X\times X.}
Finalmente, o conjunto {\displaystyle T=R\cup S}
que é trivialmente uma extensão de R e outra ordem parcial estrita em X.

## Teorema (Teorema da Extensão de Szpilrajn)
Seja R uma ordem estrita parcial no conjunto de X. Então existe uma relação T que estende R e é uma ordem estrita em X.

## Prova
Seja {\displaystyle {\mathcal {P}}=\{P:R\subset P}, P é uma ordem parcial estrita em X{\displaystyle \}}.
Queremos mostrar a existência de um elemento maximal em {\displaystyle {\mathcal {P}}} com respeito ao conjunto inclusão.
Para fazer isso, iremos utilizar o Lema de Zorn. Primeiramente queremos verificar a hipotese do Lema, daí que qualquer cadeia (com respeito à inclusão) de {\displaystyle {\mathcal {P}}} admite um limite superior em {\displaystyle {\mathcal {P}}}.
Seja {\displaystyle {\mathcal {C}}} uma cadeia em {\displaystyle {\mathcal {P}}}.
Defina
{\displaystyle {\mathcal {M}}=\bigcup _{C\in {\mathcal {C}}}C.}
Claramente {\displaystyle {\mathcal {M}}} é um limite superior da cadeia, mas temos que mostrar que {\displaystyle {\mathcal {M}}\in {\mathcal {P}}}, dai que {\displaystyle {\mathcal {M}}} é outra ordem parcial estrita que estende R.
Obviamente ela contem R, como todo {\displaystyle C\in {\mathcal {C}}} contém R, e é irreflexiva, como
{\displaystyle (\bigcup _{C\in {\mathcal {C}}}C)\cap \Delta _{X}=\bigcup _{C\in {\mathcal {C}}}(C\cap \Delta _{X})=\emptyset }, já que qualquer
{\displaystyle C\in {\mathcal {C}}} é irreflexivo,
{\displaystyle \Delta _{X}=\{(x,x)|x\in X\}.}
Temos que mostrar que  {\displaystyle {\mathcal {M}}} é transitiva e usaremos aqui a propriedade de cadeia de {\displaystyle {\mathcal {C}}}.
Seja {\displaystyle x,y,z\in X} tal que {\displaystyle x{\mathcal {M}}y\land y{\mathcal {M}}z} sse {\displaystyle (x,y),(y,z)\in {\mathcal {M}}}.
Como {\displaystyle {\mathcal {M}}} é definida como uma união de conjuntos, existe
{\displaystyle P_{1},P_{2}\in {\mathcal {C}}} tal que {\displaystyle (x,y)\in P_{1},(y,z)\in P_{2}.}.
Mas {\displaystyle {\mathcal {C}}} é uma cadeia com respeito à inclusão, portanto ela assume que {\displaystyle P_{1}\subseteq P_{2}}
ou vice versa, de modo que os dois casais de elementos de X ambos pertencem ao mesmo conjunto da união, e esse conjunto é uma relação transitiva; então {\displaystyle (x,z)} também está neste conjunto, portanto em {\displaystyle {\mathcal {M}}}.
Aplicando o Lema de Zorn, deduzimos que {\displaystyle {\mathcal {P}}} admite um limite superior com respeito ao conjunto de inclusões; vamos chamar T esse limite.
T tem que ser uma relação completa, já que s
Tem que haver uma relação completa, já que se não fosse, poderíamos construir (exatamente como no Lema anterior) outra relação binária que se estende estritamente (inclui estritamente) T e é uma ordem parcial estrita, de modo ainda mais um elemento de {\displaystyle {\mathcal {P}}}, contradizendo que T é um maximal de {\displaystyle {\mathcal {P}}}.
Então T é uma relação binária irreflexiva, transitiva e completa em X. Mas como observamos acima, irreflexividade e transitividade dão assimetria que, com transitividade e completividade, dão a negatividade transitiva.
Portanto T é uma ordem estrita em X que estende a ordem parcial R.

## Referencias
- Szpilrajn, E. (1930), «Sur l'extension de l'ordre partiel», Fundamenta Mathematicae, ISSN 0016-2736, 16: 386–389